# Cabriëlla Bouterse
Cabriëlla Bouterse (21 mei 1999) is een Surinaams volleybalster. Ze speelde vier jaar in het Amerikaanse collegevolleybal en komt uit voor het Surinaams volleybalteam.

## Carrière
Cabriëlla Bouterse begon op haar 11e met volleybal bij Yelyco en stapte een paar jaar later over naar VV Condor. Vervolgens ging ze voor studie naar Florida in de Verenigde Staten en speelde ze vanaf 2018 voor Miami Dade College. Met haar team werd ze tweede van de competitie. In 2019 stapte ze over naar Broward College, waar ze werd geselecteerd voor het All Conference First Team. Vanaf 2020 kwam ze uit voor Ave Maria University. Ook hier werd ze geselecteerd voor het All-Conference First Team. Meteen in 2020 verbrak ze met 25 kills (aanvalsslagen) het record van haar team dat zes jaar stand had gehouden. In 2021 hielp ze de Ave Maria Gyrenes aan de eerste volleybaltitel ooit met de winst tijdens het Sun Conference Tournament. Ze bleef hier spelen totdat ze in december 2022 afstudeerde als bachelor in politicologie, economie en regering.
In de laatste maand van haar volleybalcarrière ontving ze verschillende onderscheidingen. De American Volleyball Coaches Association gaf haar een All-Region honour, de National Association of Intercollegiate Athletics een Honorable Mention All-American en de Vereniging van Sportjournalisten in Suriname riep haar uit tot Surinaamse Sportvrouw van het jaar.
Daarnaast komt ze uit voor het Surinaams volleybalteam.